# Африканский белогорлый гриф
Африканский белогорлый гриф, или белоголовый гриф (лат. Trigonoceps occipitalis) — вид хищных птиц. Единственный представитель одноимённого рода Trigonoceps. Подвидов не выделяют. Распространён в Африке южнее Сахары.

## Описание
Африканский белогорлый гриф достигает длины 72—85 см и массы от 3,3 до 5,3 кг, размах крыльев 207—230 см. Самки в среднем на 2% крупнее и на 17% тяжелее самцов. Характеризуется коренастым телосложением, мощным и сильно крючковатым клювом, короткой шеей и длинными крыльями. Радужная оболочка тёмно-жёлтая. Восковица и основание подклювья ярко-голубые, надклювье и остальная часть подклювья оранжево-красные. Неоперённые части ног и пальцы розовые, а мощные когти — чёрные.

## Биология
В отличие от большинства грифов Африки селений человека избегает. Строит гнёзда на деревьях. Питается падалью, птенцами, ящерицами, насекомыми и больными животными.

## Галерея

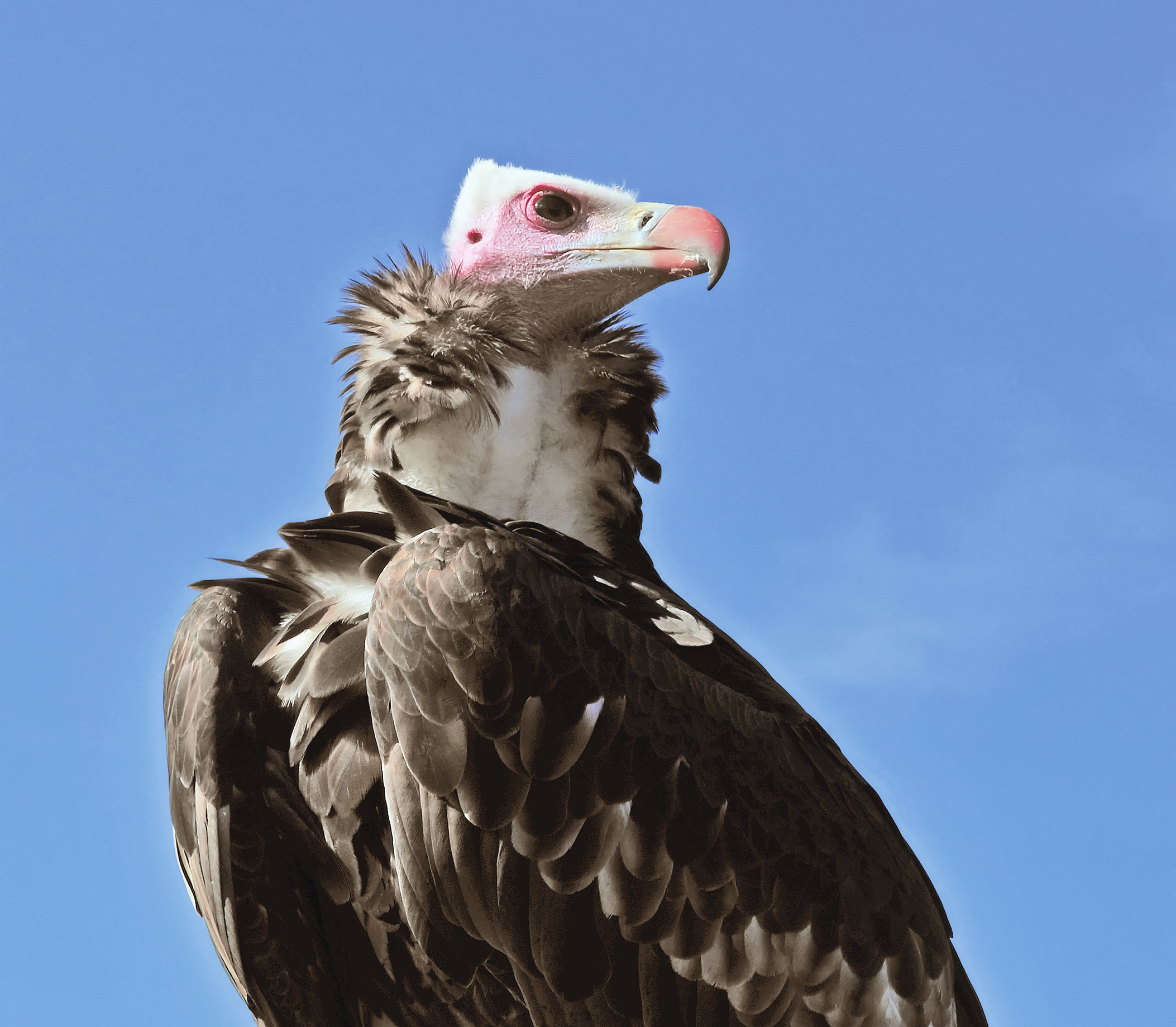
Африканский белогорлый гриф
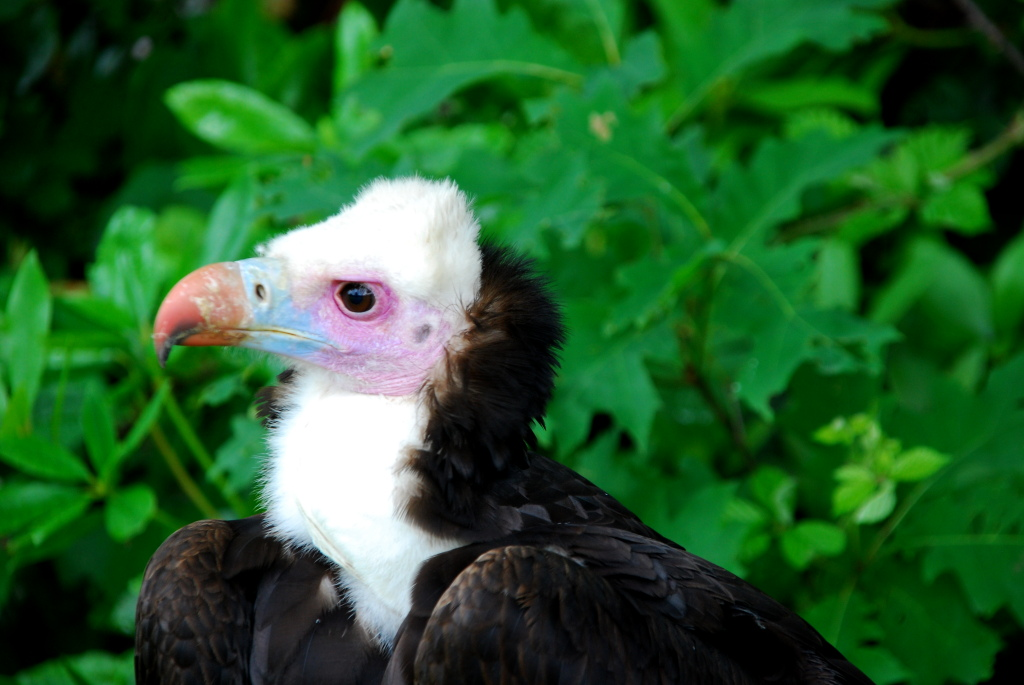
портрет
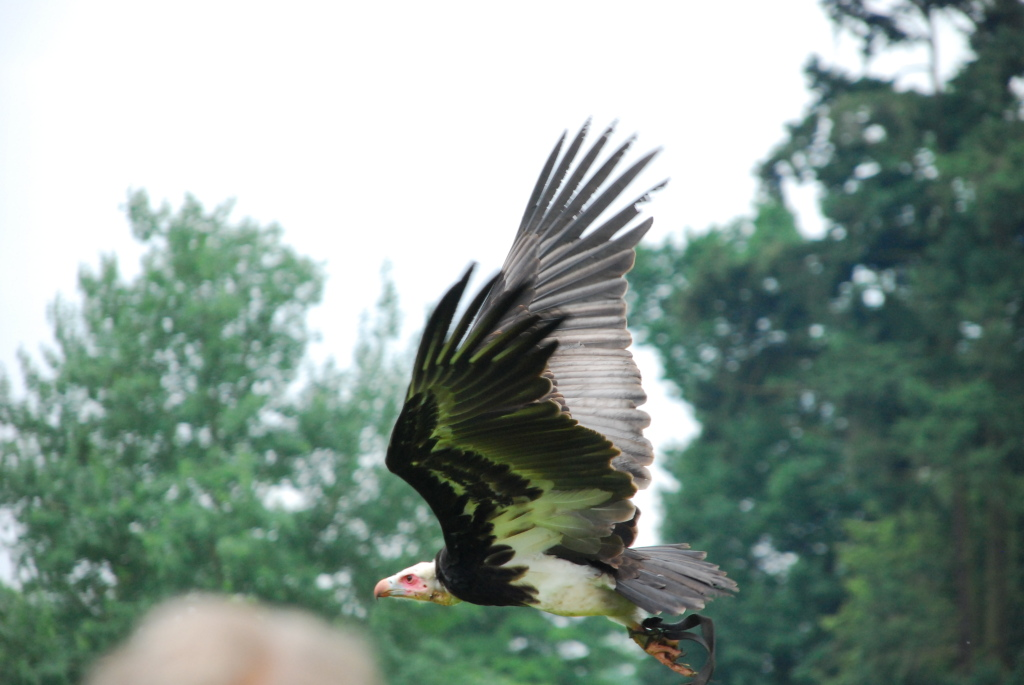
в полёте
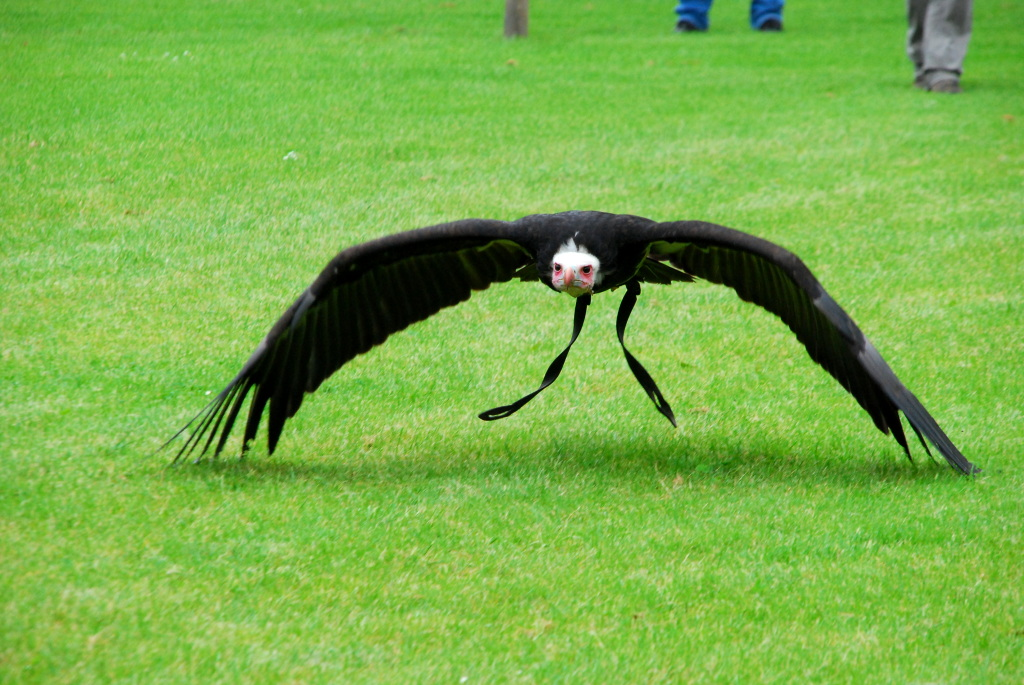
приземление